# Mike Patton

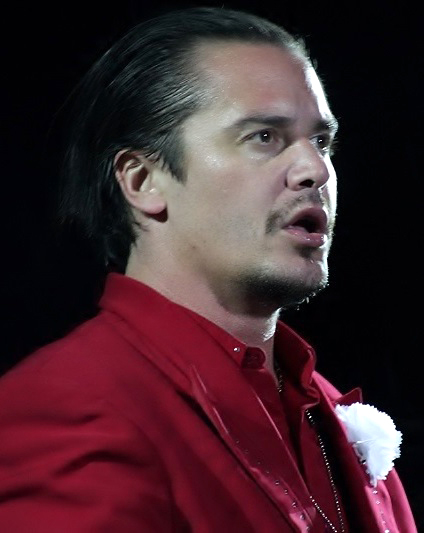
Mike Patton (2009)

Michael Allan (Mike) Patton (Eureka (Californië), 27 januari 1968) is een Amerikaanse zanger en componist, die actief is bij diverse muzikale projecten en het meest succes kende met de rockband Faith No More. Patton richtte in 1999 het onafhankelijke platenlabel Ipecac Recordings op.

## Carrière
Mike Patton was van 1988 tot 1998 de leadzanger van de Amerikaanse alternatieve metalband Faith No More. In die periode zong hij ook bij de experimentele rockgroep Mr. Bungle, een band die in 1985 ontstond en die in 2004 werd ontbonden.
Andere Patton-bands zijn de in 1999 opgerichte metalformatie Fantômas (band), met drummer Dave Lombardo (Slayer), Trevor Dunn (bass, Mr. Bungle) en Buzz Osborne (The Melvins), en de in 2000 opgerichte band Tomahawk.
Patton componeert en speelt muziek die reikt van avant-garde-jazz, metal en noise tot popmuziek. Hij gebruikt voor zijn teksten, naast Engels, ook Duits, Portugees, Frans, Latijn en Italiaans (zijn tweede taal).
Patton maakt gebruik van de diverse mogelijkheden van zijn stem, waaronder crooning, falsetto, rappen, chanting, mondmuziek, beatboxen en scatting.
Op 25 mei 2006 verscheen het album van zijn project Peeping Tom, waaraan Massive Attack, Amon Tobin, Kool Keith, Bebel Gilberto en Norah Jones hun medewerking verleenden.
In 2009 ging Patton opnieuw op tournee met Faith No More. In 2015 gingen ze weer op tournee, stonden ze op Pinkpop, Graspop en Werchter en brachten ze hun nieuwe album Sol Invictus uit. Het werd een top 10-album (nr. 7).

## Nevenprojecten
- Serge Gainsbourg - Great Jewish Music (1997)
- Maldoror (Masami Akita (van Merzbow) en Mike Patton) - She (1999)
- Lovage - Music to make love to your old Lady by (2001) (met producent Dan the Automator)
- The Dillinger Escape Plan - Irony Is A Dead Scene (2002)
- Handsome Boy Modeling School - White People (2004)
- Eyvind Kang - Virginal Co Ordinates (2004)
- Kaada/Patton - Romances (2004)
- Björk - Medúlla (2004)
- General Patton vs. The X-Ecutioners (2005)
- The Darkness (PlayStation 3/Xbox 360) - synchroonstem (2006-2007)
- John Zorn - albumproducties en tournee 2007
- Sepultura - diversen
- Isis - Oceanic Remixes (Remix van Maritime)
- Praxis - Profanation (Preparation for a Coming Darkness) (2008)
- Peeping Tom (2006)
- Dead Cross (2015)

## Filmografie
Patton speelde in 2004 de rol van mechanieker David/Frank in Steve Baldersons thriller Firecracker.

## Soloalbums
- Adult Themes for Voice (1996) [Tzadik]
- Pranzo Oltranzista (1997) [Tzadik]
- Mondo Cane (2010) [Ipecac]